# Động đất Sarangani 2023
Động đất Sarangani 2023 là trận động đất xảy ra vào lúc 16:14 (theo giờ địa phương), ngày 17 tháng 11 năm 2023. Trận động đất có cường độ 6.7 hoặc 6.8 richter, tâm chấn độ sâu khoảng 78 km. Hậu quả trận động đất đã làm 11 người chết, 730 người bị thương.